# Афелопсы
Афелопсы (лат. Aphelops, происходит от др.-греч. ἀφελής «гладкий» и ὤψ «лицо» и означает «гладкомордый») — вымерший род непарнокопытных млекопитающих семейства носороговые. Обитали со среднего миоцена по средний плиоцен на территории Северной Америки вместе с телеоцерасом. Известно три вида афелопсов.

## Описание
Афелопсы не имели рогов, их конечности были довольно длинными, а размеры разных видов варьировали от средних до крупных. На основе размеров черепа крупнейшим видом признан Aphelops mutilus, который вместе с тем является и крупнейшим носорогом Северной Америки. Самым мелким является типовой вид A. megalodus.
Черепа афелопсов имеют изогнутый вниз носо-лобный профиль, узкие скуловые дуги, примитивный поперечный затылочный гребень и треугольную (если смотреть сзади) форму. У афелопсов не было верхних резцов, поэтому нижние не затачивались, как у других носорогов. Высокое положение носовых костей и глубокая носовая вырезка свидетельствуют о развитии у них цепкой верхней губы, более выраженной, чем у чёрного носорога (Diceros bicornis).

## Места и древность находок
Род существовал от конца раннего миоцена по ранний плиоцен. Афелопсы были широко распространены в Северной Америке, большая часть их ископаемых остатков найдена в западных (Калифорния, Айдахо, Невада), центральных (Канзас, Небраска, Оклахома) и южных (Техас, Флорида, Луизиана) штатах США.

## Палеоэкология
Кормились афелопсы мягкими листьями деревьев и кустов среднего и нижнего ярусов, а ещё, видимо, плодами и другими мягкими частями растений (Aphelops megalodus). Более поздние виды, такие как Aphelops malacorhinus и Aphelops mutilus, могли питаться и более твёрдыми травянистыми растениями, о чём говорит повысившаяся гипсодонтность их зубов.
Афелопсы жили в лесистых саваннах. По образу жизни были сходны с чёрным носорогом. У них были довольно длинные ноги, что говорит об их приспособленности к быстрому бегу на короткие дистанции.

## Поведение
У афелопсов было почти равное соотношение полов. Они были одиночными, но довольно многочисленными животными. У афелопсов отсутствовали рога и острые резцы, что говорит об их довольно мирном характере. Видимо, у них не было брачных турниров и собственных территориальных владений.

## Вымирание
Род просуществовал примерно 10 000 000 лет, и вымер, видимо, из-за изменения климата в конце миоцена — начале плиоцена, вызвавшего серьёзную перестройку флоры.